# Murweh
Murweh Shire är en kommun i Australien. Den ligger i delstaten Queensland, omkring 650 kilometer väster om delstatshuvudstaden Brisbane. Antalet invånare är 4 736.
Följande samhällen finns i Murweh:
- Charleville
- Augathella

Omgivningarna runt Murweh är i huvudsak ett öppet busklandskap. Trakten runt Murweh är nära nog obefolkad, med mindre än två invånare per kvadratkilometer. Genomsnittlig årsnederbörd är 513 millimeter. Den regnigaste månaden är januari, med i genomsnitt 106 mm nederbörd, och den torraste är april, med 8 mm nederbörd.